# Schlacht bei Trautenau
Custozza – Hühnerwasser – Podol – Nachod – Trautenau – Langensalza – Skalitz – Münchengrätz – Gitschin – Königinhof – Schweinschädel – Königgrätz – Dermbach – Kissingen – Mainfeldzug – Frohnhofen – Aschaffenburg – Lissa – Bezzecca – Blumenau – Hundheim – Tauberbischofsheim – Werbach – Helmstadt – Gerchsheim – Uettingen/Roßbrunn
Die Schlacht bei Trautenau (Trutnov) in Böhmen fand während des Deutschen Krieges zwischen Preußen und Österreichern am 27. Juni 1866 statt. Sie endete mit einem verlustreich errungenen Sieg der Österreicher und dem Rückzug eines separat vordringenden Korps der preußischen 2. Armee durch einen zuvor beim Eindringen genutzten Gebirgspass. Dies und die gleichzeitig weiter südlich geführte Schlacht bei Nachod waren die ersten großen Schlachten des Krieges. Am folgenden Tag, den 28. Juni kam es südlicher bei Soor und Burkersdorf zu weiteren Gefechten, welche die preußische Garde für sich entscheiden konnte.

## Aufmarsch

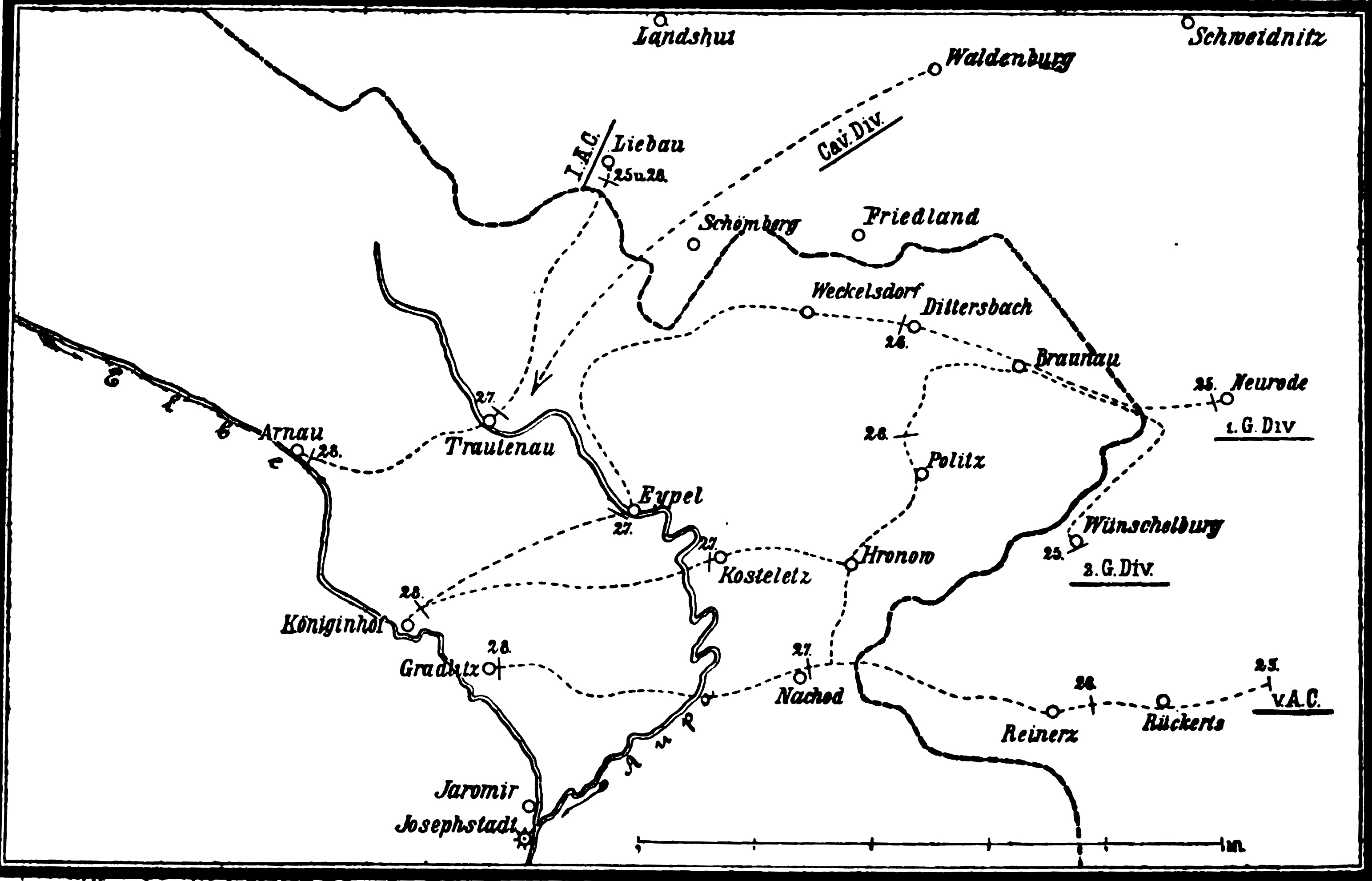
Anmarsch der preußischen 2. Armee zur Elbe

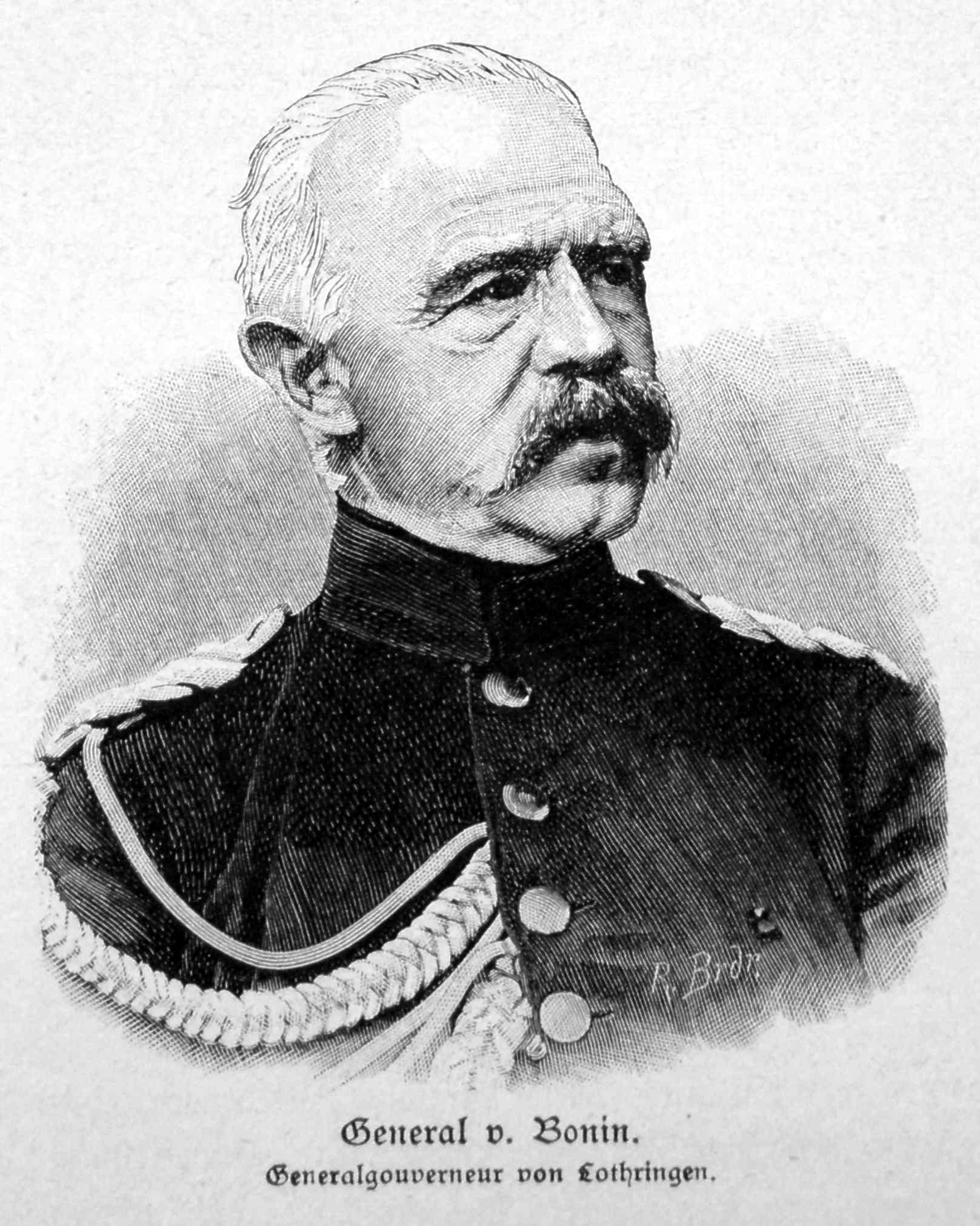
General von Bonin

Der Oberbefehlshaber der österreichischen Nordarmee FZM Ludwig von Benedek erteilte am 26. Juni in Josephstadt dem Kommandierenden des X. Korps, Feldmarschallleutnant Ludwig von Gablenz den Befehl mit seinen Truppen für den folgenden Tag Trautenau zu besetzen und die von Liebau vordringenden Preußen aufzuhalten. Gablenz befahl seinen im Raum Jaroměř stehenden vier Brigaden den Marschbefehl nach Norden. Am Abend stand bereits das Dragoner-Regiment Nr. 14 unter Fürst Windischgrätz in Trautenau, während die Vorhut der Infanterie erst am Morgen des 27. Juni eintreffen sollte.
Die gegnerische preußische 2. Armee unter dem Oberbefehl des Kronprinzen von Preußen stand am Abend des 26. Juni noch im Raum Waldenburg. Der Vormarsch des I. Armee-Korps unter General der Infanterie Adolf von Bonin führte als rechter Flügel zur Grenze bei Liebau, das V. Armee-Korps marschierte am linken Flügel auf Reinerz, dahinter folgte im Abstand eines Tagesmarsches, das VI. Korps aus den Raum Glatz als zweites Treffen. Das preußische Gardekorps folgte mit der 1. Gardedivision nach Dittersbach und mit der 2. Gardedivision nach Pickau.
Nach den Dispositionen Moltkes hatte das V. Armee-Korps von Reinerz nach Nachod, das I. Armee-Korps von Liebau über Schömberg auf Trautenau vorzugehen, Bonins Vorhut sollte weiter bis Arnau vorrücken. Das Gardekorps hatte dazwischen mit der 1. Garde-Division nach Eipel und mit der 2. Garde-Division rechts vom V. Armee-Korps, über Hronov auf Kostelec vorzugehen.

## Die Schlacht am 27. Juni

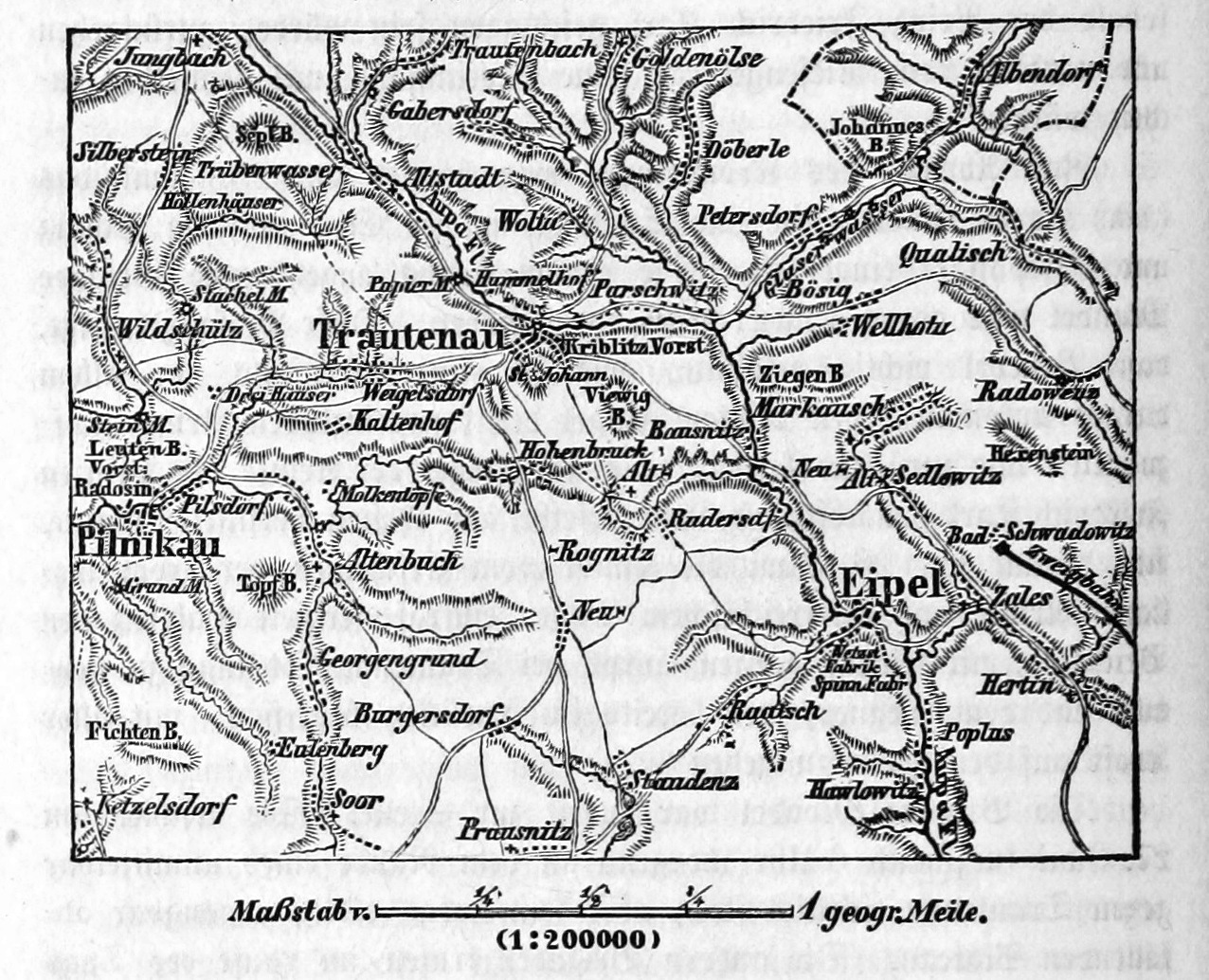
Umgebungskarte der Schlacht bei Trautenau

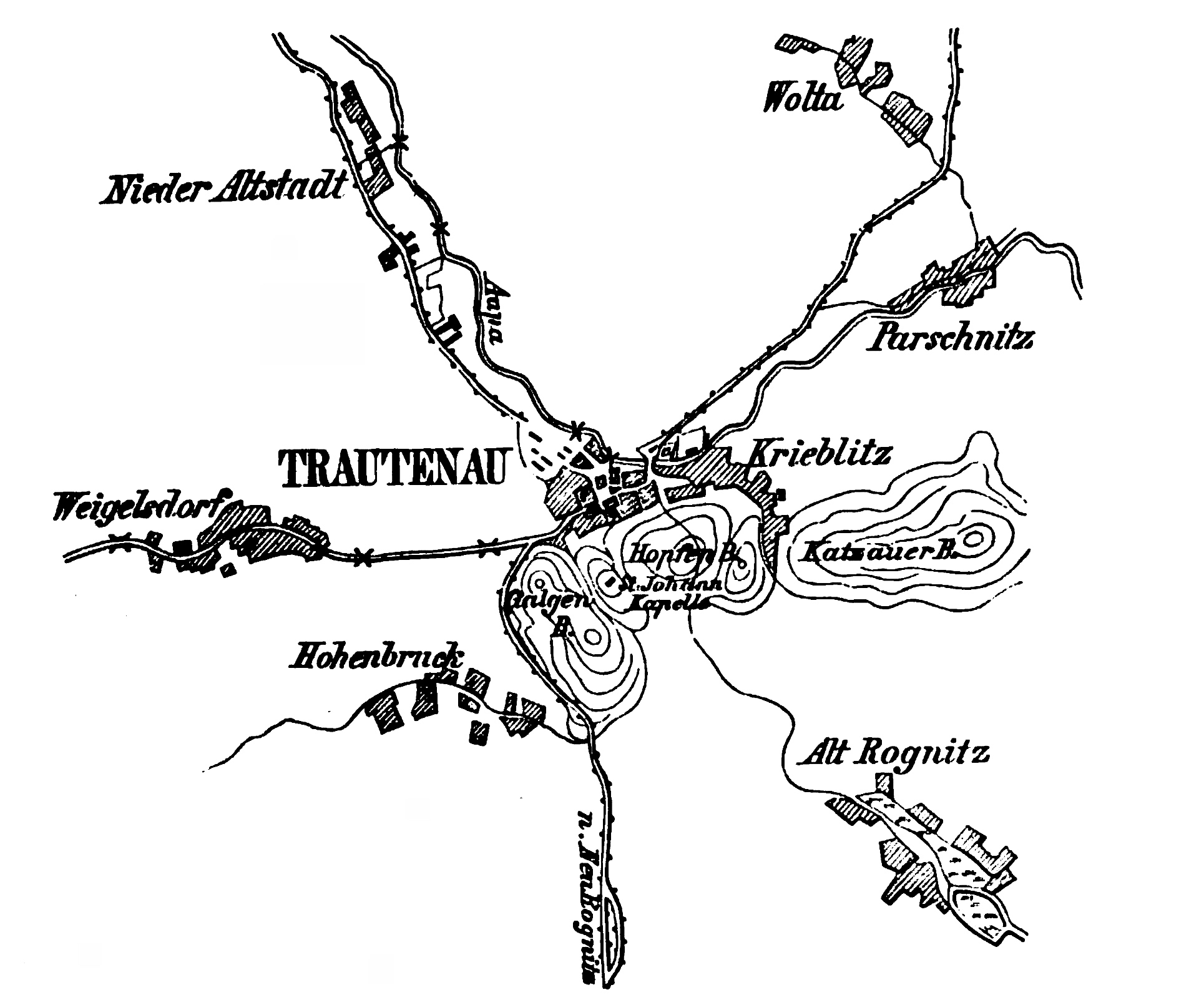
Die umkämpfte Höhenlinie südlich von Trautenau

Das preußische I. Korps überschritt bei Liebau die Landesgrenze und rückte um 4 Uhr früh  in drei Kolonnen über Schatzlar auf der Liebauer und auf der Schömberger Straße vor. Die 2. Division unter Generalleutnant von Clausewitz ging durch den dortigen Pass auf Trautenau vor, das etwa 30 km nördlich von Nachod liegt und durch die Aupa gedeckt, einen wichtigen österreichischen Verteidigungspunkt bildete. Die frisch eintreffende österreichische Brigade des Generalmajor Mondel hatte ab 8 Uhr früh ihre Verteidigungsstellungen südlich der Stadt rechtzeitig eingenommen und konnte die dortigen Positionen festigen.
Gegen 8.00 Uhr erreichte die Hälfte des Korps Bonin Parschnitz (Poricí), gegen 9.30 erschienen die ersten Infanteristen in Trautenau.
Gegen die anfangs kampflos einmarschierende preußische Avantgarde unter Generalmajor von Pape mit den Infanterie-Regimentern Nr. 41 und 43 unter Oberst von Koblinski eröffneten die Österreicher gegen 10.00 Uhr von den Bergen südlich der Stadt das Feuer. Der kommandierende General des preußischen I. Korps formierte seine Truppen eiligst zur Gegenwehr und ließ den feindlich besetzten Berg stürmen. Rechts war dieser Hang durch den Galgenberg und von der anderen Seite durch den Katzberg gedeckt. Die dichte Vegetation am schwierigen Gelände verhinderte eine zusammenhängende Linie, es kam zu schweren Einzelkämpfen. Die österreichischen Jäger hatten hervorragende Verteidigungsposition hinter Erdaufwurf und Strauchwerk eingenommen. Die preußische 4. Brigade unter Generalmajor von Buddenbrock führte den verlustreichen, aber letztlich erfolgreichen Angriff von insgesamt acht Bataillonen gegen den rechten Flügel der Österreicher. Gegen 11.00 Uhr waren die Österreicher um die Johanneskapelle von zwei Seiten von den Preußen bedrängt und mussten in Richtung Süden bis kurz vor Hohenbruck zurückgehen. Gegen 13.00 Uhr war auch die 1. Garde-Infanterie-Division bei Parschnitz eingetroffen, ihre Unterstützung wurde jedoch von Bonin abgelehnt, da man sich bisher nur einer einzigen österreichischen Brigade gegenübersah. Die Garde-Division machte eine zweistündige Rast und marschierte dann südöstlich weiter nach Eipel. Wegen des starken Feuers der österreichischen Geschütze unterblieb die preußische Verfolgung auf Hohenbruck. Derweil vollzog auch eine weitere österreichische Brigade unter Oberst Wimpffen ihren Aufmarsch südlich Hohenbruck und begann die Truppen Mondels zu entlasten.
In der Annahme, die Schlacht gewonnen zu haben, nahm General von Bonin seinen Marsch wieder auf. Die Reserve-Brigade (Infanterie-Regimenter 3 und 43) unter Generalmajor Barnekow erhielt den Befehl die eroberten Linien auf den Höhen bei der Johanneskapelle zu besetzen. Die Masse der Preußen zogen sich vom Kampfplatz durch Trautenau zurück. Bonin befahl den weiteren Vormarsch nach Pilinkau in Richtung auf Königinhof und Gitschin, unterließ es aber, die umkämpften Berge südlich von Trautenau ausreichend zu sichern.
Als die Masse der Preußen bereits abzogen, erneuerten die Österreicher, welche bereits durch das Eintreffen der Brigaden Grivičić und Wimpffen verstärkt worden waren, den Angriff mit doppelter Kraft.
Gegen 17.00 Uhr war auch die vierte Brigade unter Generalmajor Knebel, die von Dubenec aufgebrochen war, bei Hohenbruck eingetroffen.
Während die Brigade Wimpffen im Angriff am Kapellenberge lag, erhielt Generalmajor von Knebel Anweisung seine Truppen zwischen Neu-Rognitz und Hohenbruck aufzustellen.
Baron Gablenz erlangte derweil Nachricht, dass die preußische 1. Garde-Division bereits bei Eypel eingetroffen war und seine rechte Flanke im Rücken zu bedrohen suchte. Er wollte sich seiner Übermacht bewusst, den taktischen Sieg auf der Höhenlinie dennoch erzwingen und ließ die Preußen vom Süden her von drei Infanteriebrigaden, angreifen. Gleichzeitig versuchten Teile der links stehende Brigade Wimpffen die preußischen Linien zu umgehen. Ohne Befehl griff auch die in Reserve stehende Brigade Knebel in das Gefecht ein und beteiligte sich am Sturm auf die Höhe von St. Johann. In musterhafter Ordnung rückten die Österreicher auf den Kapellenberg vor, wo das preußische Infanterie-Regiment Nr. 43 vergeblich versuchte, seine Linien, die unter überlegenem österreichischen Artilleriefeuer standen, zu halten. Frontal durch die neuen Truppenmassen bedrängt und gleichzeitig in der linken Flanke von der Brigade Grivicic bedroht musste Oberst von Tresckow gegen 18.00 Uhr den Rückzug befehlen. Trotz der zahlreichen Verluste, welche die Zündnadelgewehre den Österreichern beibrachten, verhinderte die schlechte Koordination der höheren preußischen Führung eine wirkungsvolle Gegenreaktion, zudem kämpfte die Infanterie fast ohne wirksame Artillerieunterstützung. Die taktische Niederlage der Preußen wandelte sich schließlich fast zur ungeordneten Flucht durch Trautenau nach Norden. Die geschlagenen Teile des preußischen I. Korps mussten sich etwa 4 km nach Goldenöls zurückziehen, wo sie sich auf eine nachkommende Brigade der 1. Division (Generalleutnant von Großmann) stützen konnten. Das Korps Bonin verlor durch den Rückmarsch seine Rolle als Führungsformation und wurde darin am nächsten Tag durch das südlicher vorgehende preußische Gardekorps ersetzt. Gablenz musste wegen der Gefahr der Abschneidung seiner rückwärtigen Verbindungen das österreichische X. Korps von Trautenau nach Soor zurücknehmen, um dem weiter südlich durch die preußische Garde eingeleiteten Vormarsch zu begegnen.
Die Österreicher hatten an Toten, Verletzten und Gefangenen 191 Offiziere und 4596 Mann zu beklagen. Das Infanterieregiment Kaiser Franz Joseph, das zu guter Letzt den Hügel mit der Johanneskapelle erstürmt hatte, verlor die Hälfte seiner Mannschaft. Die preußischen Verluste an Gefallenen und Verwundeten betrugen 56 Offiziere und 1282 bei den Mannschaften. Die österreichischen Verluste waren also bedeutend höher als die der Preußen. In den Gefechten des Feldzuges lag das Verhältnis der Verluste typischerweise bei etwa 1:4 bis 1:6, bei Trautenau war es trotz des Sieges nicht viel besser für die Österreicher.
Ehrliche, aber nicht nachvollziehbare Angaben des Bürgermeisters der Stadt, Hieronymus Roth, gegenüber einem preußischen Offizier über Positionen der Österreicher kosteten ihn und einigen Räten der Stadt 80 Tage Internierung in Preußen.

## Gefechte bei Soor und Burkersdorf am 28. Juni

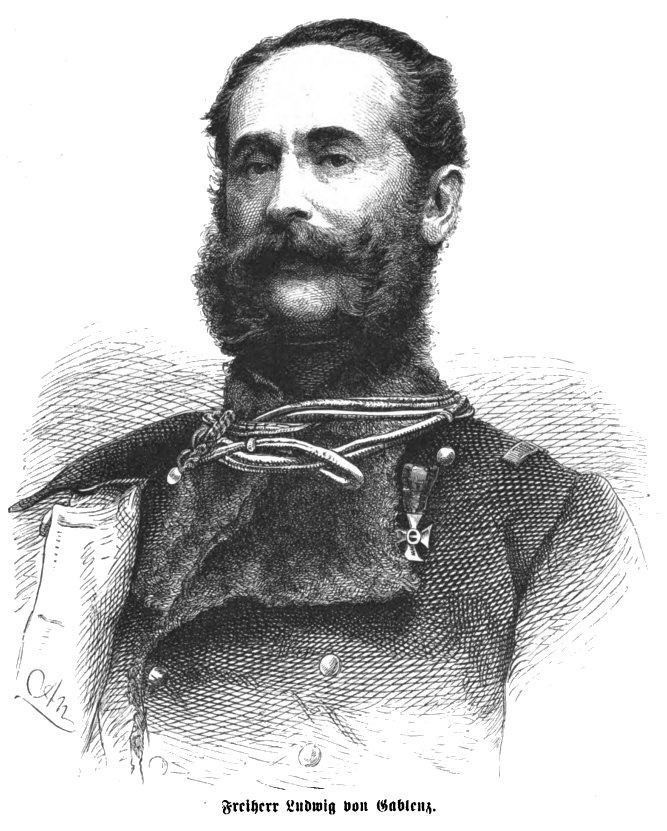
Ludwig von Gablenz

Nach dem unter schweren Verlusten erkämpften Sieg über das preußische I. Korps bei Trautenau zog der österreichische Befehlshaber Gablenz sein erschöpftes X. Korps nach Soor, dem alten Schlachtfeld Friedrichs des Großen, zurück und bat Feldzeugmeister von Benedek um Verstärkung.
Der Plan von Gablenz sah vor, den Vormarsch der preußischen Garde durch Artillerie- und Gewehrfeuer des X. Korps aus Norden und Osten an Staudenz vorbei zu lenken. Im richtigen Moment sollten dann Einheiten des IV. Korps unter Feldmarschallleutnant Tassilo Graf Festetics die Garde aus südlicher Richtung in der Flanke treffen. Der Sieg von Trautenau sollte sich wiederholen. Benedek stimmte dem Plan zunächst zu, entschied sich später jedoch anders und befahl Festetics den Rückzug. In einer für den österreichischen Oberbefehl typischen Episode machte sich niemand die Mühe, Gablenz diesen Meinungswandel mitzuteilen, wodurch die preußische Garde einen unschätzbaren Vorteil erhielt.
Am 28. Juni 1866 drängte die 1. Gardedivision unter Führung von Generalleutnant Wilhelm Hiller von Gärtringen die Verteidiger bei Staudenz zurück, wobei sie diese mit ihren Zündnadelgewehren stark dezimierte. Währenddessen schnitt im Norden die 2. Garde-Division unter General von Plonski die österreichische Brigade Grivicic vom restlichen X. Korps ab und rieb diese praktisch auf (Gefecht bei Burkersdorf), wobei Oberst Georg Grivicic gefangen genommen werden konnte. Gablenz zog sich am Abend geschlagen nach Süden zurück; das Gefecht war zugunsten Preußens entschieden.
Im Treffen bei Soor und Burkersdorf verlor das Korps Gablenz zusätzlich 123 Offiziere und 3696 Mann während das preußische Gardekorps nur 28 Offiziere und 685 Mann einbüßte.
Die Österreichische militärische Zeitschrift resümierte im Jahre 1868:

„Zwei großartige Siege haben wir im Jahre 1866 über die Preußen errungen, und zwar einen bei Trautenau (27. Juni) und einen bei Lipa (3. Juli), beide ohne Zündnadelgewehr gegen diese furchtbare Waffe. Sie werden uns unvergängliche und unter den vielen schönen, vielleicht die schönsten Lorbeerreiser sein. Aber nicht dies allein. Beide Siege sind uns Beweise, daß die Österreicher nicht erst des Zündnadelgewehres bedurften, um siegreich aus diesem Kampfe hervorzugehen, sondern daß es nur an der Leitung fehlte, um mit diesem trefflichen Material das vorgesteckte Ziel zu erreichen.“

## Kriegerdenkmäler

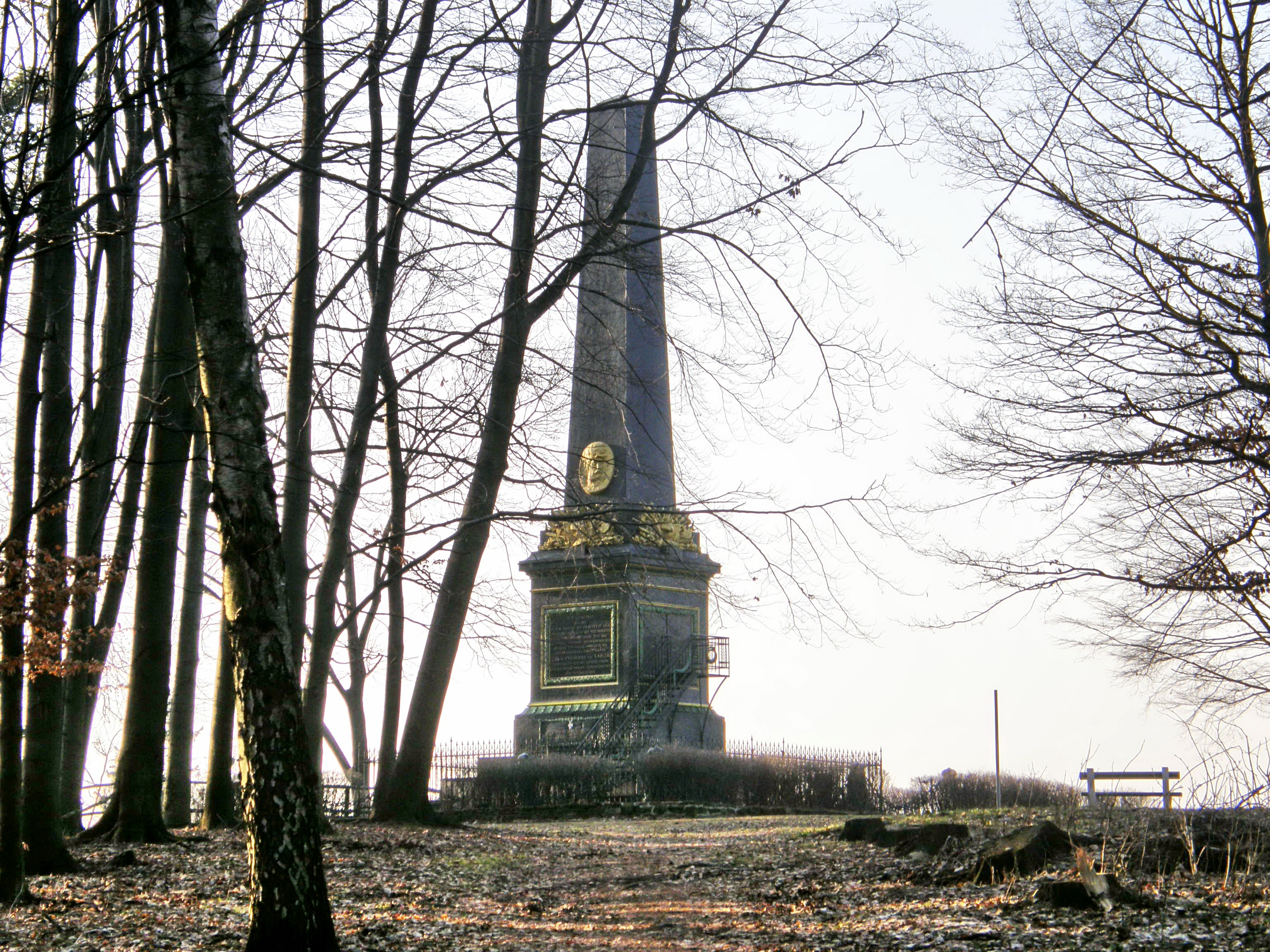
Gablenz-Denkmal

In Trautenau wurde ein Kriegerdenkmal zur Erinnerung an die Schlacht bei Trautenau errichtet. Das gusseiserne Denkmal ist 17 m hoch, 50 t schwer und hat die Form einer Pyramide. An den Seitenwänden sind Tafeln angebracht mit den Namen aller gefallenen Offiziere sowie der Anzahl der Soldaten nach Angehörigkeit der einzelnen Formationen. Das Denkmal wurde am 27. Juni 1868 in Anwesenheit von Ludwig von Gablenz, des Königgrätzer Bischofs Karl Barromäus, Baron Hanl sowie der Erzherzöge enthüllt. Im Jahre 1905 wurde im Inneren des Denkmals eine Krypta für die sterblichen Überreste von General Gablenz fertiggestellt.
Ein weiteres Kriegerdenkmal weihte das Offizierkorps des 6. Ostpreußischen Infanterie-Regiments No. 43 seinen Gefallenen am 22. Oktober 1868. Das Denkmal auf dem Kapellenberg bei Trautenau hat die Form eines Obelisken, auf der Spitze sitzt ein steigender Adler auf einer Kugel. Die nach Trautenau zugekehrte Vorderseite nennt die Worte: „Es starben / den schönen / Soldaten-Tod: / Major / Friedr. v. Hüllesheim / Hauptmann / Freiherr Fritz v. Braun / Premier-Lieutenant / Eduard von Keber / Seconde-Lieutenant / Fritz Dewischeit / Vize-Feldwebel Kirsch / 3 Unteroffiziere / 77 Musketiere / 21 Füsiliere.“
Die Straßenbenennung nach verlorenen Gefechten war in Preußen eher nicht üblich; gleichwohl wurde nebst ähnlichen Namensgebungen in einem ab 1870 in Berlin-Wilmersdorf entstehenden Villenviertel nachträglich 1908 eine Trautenaustraße gewidmet.